# Ural Great Perm
Le Oural-Perm est un ancien club russe de basket-ball. Le club est basé dans la ville de Perm.

## Palmarès
International
- EuroCup Challenge : 2006

Régional
- Ligue Nord Européenne (NEBL) : 2001

National
- Superligue de Russie : 2001, 2002
- Coupe de Russie : 2004

## Entraîneurs successifs
- 1999-2002 :  Sergueï Belov
- 2005 :  Valdemaras Chomičius
- 2005-2006 :  Sharon Drucker
- 2006 :  Rimas Kurtinaitis
- 2007-2008 :  Dražen Anzulović
- 2008-2009 :  Aleksandar Kesar

## Joueurs célèbres
- Chris Anstey
- Mahmoud Abdul-Rauf
- Terrell Lyday
- Paccelis Morlende
- Vasco Evtimov
- Giorgi Tsintsadze